# Vanja Radovanović
Vanja Radovanović (Montenegrinsk: Вања Радовановић; født 28. oktober 1982) er en montenegrinsk sanger og sangskriver. Han repræsenterede Montenegro i Eurovision Song Contest 2018 i Lissabon, Portugal med sangen "Inje", men kom ikke med i finalen, da sangen kom på en 16. plads i semifinale 2.